# Mick Jagger
Michael Philip Jagger Kt (Dartford, 26 de julho de 1943) é um cantor, compositor, músico e ator britânico. É o vocalista da banda The Rolling Stones, considerada um dos maiores e mais famosos grupos de rock and roll de todos os tempos.
A carreira de Jagger dura há mais de 50 anos e foi descrita como "um dos vocalistas mais populares e influentes da história do Rock & Roll". A voz e o desempenho distintivos de Jagger, juntamente com o estilo de guitarra do Keith Richards, são a marca registrada dos Rolling Stones durante toda a carreira da banda. Jagger ganhou a notoriedade da imprensa pelo seu uso admitido de drogas e envolvimentos românticos, e foi retratado frequentemente como uma figura contracultural.
No final dos anos 1960, Jagger começou a atuar em filmes (começando com Performance e Ned Kelly), com recepção mista. Em 1985, ele lançou seu primeiro álbum solo, She's the Boss. No início de 2009, Jagger juntou-se ao supergrupo elétrico, SuperHeavy. Em 1989, ele foi introduzido no Rock and Roll Hall of Fame, e em 2004 para o Reino Unido Music Hall of Fame com os Rolling Stones. Em 2003, foi nomeado cavaleiro por seus serviços prestados à música popular.

## Biografia
Vocalista, compositor, letrista, em 2016, pai do oitavo filho e líder dos Rolling Stones, banda que possui mais de 240 milhões de discos vendidos em cinco décadas de carreira.
Filho mais velho de um professor e de uma dona de casa, Jagger nasceu no dia 26 de julho de 1943 na pequena cidade de Dartford, Kent, no sudeste da Inglaterra, com o nome Michael Phillip Jagger. Aluno exemplar na infância e adolescência, ele sempre conquistou o carinho das pessoas por onde passou por seu carisma e estilo solto e bem humorado de ser.
Aos 14 anos, ganhou seu primeiro violão e logo passou a colecionar discos de blues de nomes como Muddy Waters e Howlin´ Wolf. Empolgado com as possibilidades na música, se juntou ao amigo Mick Taylor, que tocava baixo, para montar sua primeira banda, chamada Boy Blue and the Blue Boys, na qual assumiu o posto de vocalista.
Indo de encontro a toda a rebeldia que em breve levaria ao mundo ao lado dos Stones, Jagger entrou na London School of Economics para estudar Contabilidade e Finanças, em 1960. No entanto, enquanto prestava bacharelado também investia na carreira musical - e, quando precisou escolher um caminho a seguir, não teve dúvida e largou o curso. Logo trouxe para seu lado o guitarrista Keith Richards, que conhecera em sua cidade natal, e os dois passaram a explorar a cena ainda emergente do blues na capital britânica. Em uma casa noturna, conheceram o também guitarrista Brian Jones.
O embrião para os Stones estava liberado. Jones queria montar sua própria banda; Jagger e Richards tinham a mesma pegada. Em 1963, Taylor abandonou o projeto, sendo substituído por Bill Wyman, e Charlie Watts se juntou ao grupo de jovens músicos ocupando o posto de baterista. Com o direcionamento do empresário Andrew Loog Oldham, eles passaram a ser chamados de "os roqueiros durões e selvagens do Reino Unido", fazendo, assim, oposição aos considerados bons meninos dos The Beatles.

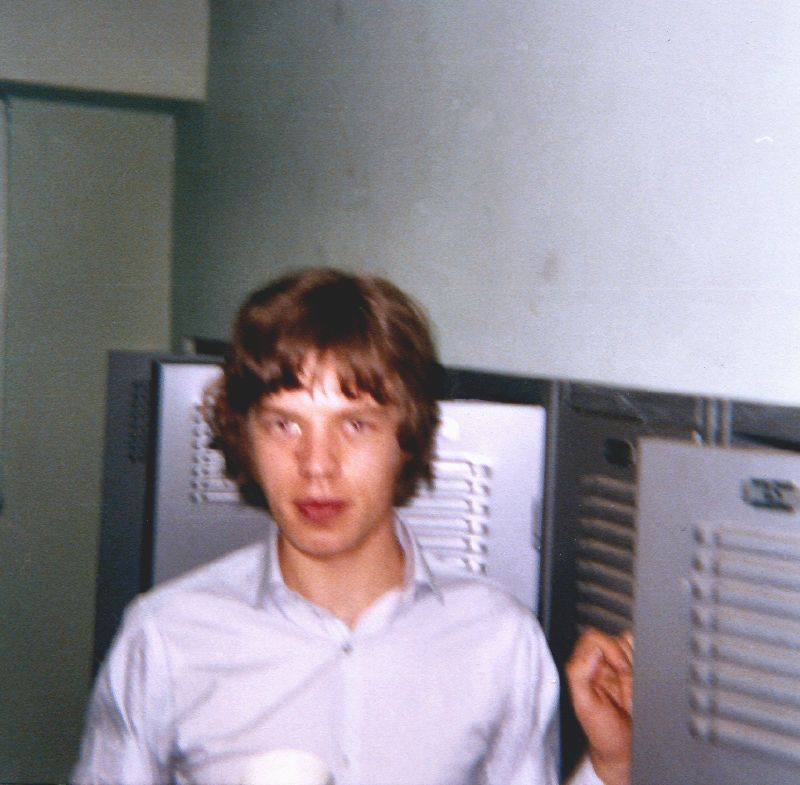
Mick Jagger em 1965

Foi esse estilo, destacado pelo sex appeal de Jagger, que levou o grupo a seu primeiro contrato com uma gravadora, com a Decca Records. Apesar do início mais voltado para covers e versões, com poucas composições próprias nos primeiros discos, Jagger e Richards logo provaram ser uma qualificada dupla de autores e a partir de 1965 passaram a monopolizar os créditos nos discos do grupo, com hits como '(I Can't Get No) Satisfaction', 'Stupid Girl' e 'Sympathy for the Devil'.
Por um momento, em 1967, o nome de Jagger ganhou destaque na mídia por um assunto bem distante da música: a prisão com sua então namorada, Mariane Faithfull, na casa de campo de Keith Richards, em uma batida policial que encontrou substâncias ilegais e equipamentos para seu uso no local. O cantor viria a ser preso também em sua própria residência, em Londres, pelo mesmo motivo.
Dois anos depois, problemas internos na banda também foram parar em manchetes dos veículos especializados. Em junho de 1969, devido às diversas prisões por uso de drogas, Brian Jones não conseguiu visto para viajar aos EUA para uma turnê e acabou sendo substituído por Mick Taylor nos Stones.
Ao mesmo tempo, Jagger começava a se interessar também por outro ramo das artes, o da dramaturgia. Em 1970, o músico estrelou o longa 'Ned Kelly', no papel de um lendário fora da lei. No mesmo ano, atuou em 'In Performance', como uma estrela do rock reclusa. Sem grande sucesso, seguiu dedicado à música, lançando diversos discos de sucesso com os Stones, àquela altura, com o fim dos Beatles, a principal banda do Reino Unido - como 'Sticky Fingers' (1971), 'Exile on Main Street' (1972) e 'Some Girls' (1978). Ainda assim, atuou em outros títulos ao longo dos anos, com destaque para Freejack - Os Imortais (1992), ao lado de Anthony Hopkins.
Nos tempos menos movimentados da banda, também abraçou uma carreira como produtor de cinema, em longas como 'Enigma', 'Mulher - O Sexo Forte' e 'Running Out of Luck' - este último também protagonizado e roteirizado por ele -, e de documentários dos Stones, como 'Shine a Light' e 'Stones in Exile'.
Em 1985, quatro anos antes de o grupo entrar para o Rock and Roll Hall of Fame, Jagger começou a investir também em sua carreira solo. 'She´s the Boss', primeiro trabalho da empreitada, foi bem, sendo certificado com Disco de Platina nos EUA e Prata no Reino Unido. Ele ainda viria a lançar mais três trabalhos de estúdio - 'Primitive Cool' (1987), 'Wandering Spirit' (1993) e 'Goddess in the Doorway' (2001).
Mas a prioridade sempre foram os Rolling Stones. No total, foram 29 álbuns de estúdio lançados, além de compilações de grandes sucessos e trabalhos ao vivo e documentais. Antes roqueiro rebelde, por sua brilhante carreira Jagger recebeu da rainha Elizabeth II, em 2002, a honraria de Cavaleiro da Ordem do Império Britânico, que lhe deu o título de Sir. Desde o final do ano passado celebra 50 anos ao lado dos colegas de bandas.

## Vida pessoal

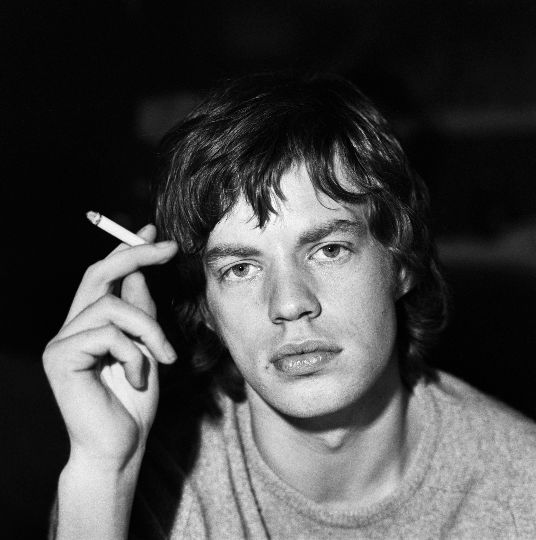
Mick Jagger em 1965. Cecil Beaton, que o fotografou em 1967, afirmou: "A boca é quase grande demais, mas ele é bonito e feio, feminino e masculino, um 'sport', um fenômeno raro.“

Pai de oito filhos - a mais velha, Kris, nascida em 1970, de cinco mulheres, que já lhe deram cinco netos e uma bisneta. Jagger foi casado em duas vezes: com Bianca Perez Moreno de Macias, em 1971, e com a modelo Jerry Hall, em 1990. A última união terminou quando sua mulher descobriu que o cantor teve um caso com a brasileira Luciana Gimenez, que deu à luz Lucas Maurice Morad Jagger, nascido em 13 de maio de 1999.
Em dezembro de 2016 nasceu o oitavo filho, fruto do relacionamento com a ex namorada Melanie Hamrick, de 29 anos. Jagger conheceu Hamrick em 2014, depois do suicídio da mulher, a estilista L'Wren Scot, com quem viveu durante 13 anos.
Em 2017, Mick Jagger está a viver um romance com a produtora de cinema Noor Alfallah, de 22 anos.

## Tentativa de assassinato
O vocalista dos Rolling Stones, Mick Jagger, poderia ter sofrido uma tentativa de assassinato em 1975, caso seus supostos agressores não tivessem sido atingidos por uma forte tempestade. A informação foi publicada na edição de 2 de março de 2008 pelo jornal britânico The Sunday Telegraph.
Os detalhes do complô foram revelados por um ex-agente do FBI a uma rádio da rede britânica BBC, que elaborou uma série de programas sobre a entidade policial norte-americana.
O ex-agente afirmou que membros do grupo de motociclistas Hells Angels queriam se vingar de Jagger, após um trágico show dos Rolling Stones no festival de Altamont, nos Estados Unidos, em 1969, quando um jovem foi assassinado por um membro da gangue.
Os Hells Angels supostamente faziam a segurança do evento e, após o crime, Mick Jagger teria dito que não queria mais os serviços do grupo.
O plano então seria matar o líder dos Stones em sua casa de veraneio, nos Estados Unidos. Decidiram chegar ao local pelo mar, mas o bote no qual viajavam os supostos agressores foi atingido por uma tempestade, embora todos tenham sobrevivido, segundo o ex-agente.
Acredita-se que Jagger nunca tenha sido informado da suposta tentativa de assassinato.

## Homenagens
Jagger foi homenageado com o título de cavaleiro pelos serviços prestados à música popular nas honras de aniversário da Rainha em 2002, e em 12 de dezembro de 2003 recebeu o prêmio Príncipe de Gales. O pai e as filhas de Jagger, Karis e Elizabeth, estiveram presentes. Jagger afirmou que embora o prêmio não tivesse uma importância significativa para si, ele ficou "tocado" pelo significado que tinha para seu pai, o qual "estava muito orgulhoso". Em 1989, Jagger foi incluído no Hall da Fama do Rock and Roll americano ao lado de outros Stones, incluindo Mick Taylor e Ronnie Wood, bem como Brian Jones e Ian Stewart (postumamente). Em novembro de 2004, os Rolling Stones estavam entre os primeiros indicados ao Hall da Fama do Reino Unido.
Em 2014, o Jaggermeryx naida ("ninfa da água de Jagger"), uma espécie de 'porco de pernas longas' de 19 milhões de anos, recebeu o nome de Jagger. Fragmentos de mandíbulas dos antracoteres extintos foram descobertos no Egito. A espécie trilobita Aegrotocatellus jaggeri também recebeu o nome de Jagger. No aniversário de 75 anos de Jagger, os cientistas batizaram sete fósseis de moscas-pedra em homenagem a membros atuais e antigos da banda. Duas espécies, Petroperla mickjaggeri e Lapisperla keithrichardsi, foram colocadas dentro de uma nova família Petroperlidae. A nova família recebeu o nome em homenagem aos Rolling Stones, derivado do grego “petra” que significa “pedra”. Os cientistas referiram-se aos fósseis como "Rolling Stoneflies".
Em 2023, Jagger e seu colega de banda Keith Richards foram homenageados em Dartford com estátuas.

## Discografia

### Solo
- 1985 — She's the Boss
- 1987 — Primitive Cool
- 1993 — Wandering Spirit
- 2001 — Goddess in the Doorway

### Com a bandaSuperHeavy
- 2011 — SuperHeavy

## Filmografia

### Como ator
- 1970 Ned Kelly (como Ned Kelly)
- 1970 Performance (como Turner)
- 1978 All You Need Is Cash (como	Mick Jagger)
- 1987 Running Out of Luck (como Mick Jagger)
- 1992 Freejack (como Vacendak)
- 1997 Bent (como Greta)
- 2001 Enigma (como Unnamed RAF officer)
- 2001 The Man from Elysian Fields (como Lucius Fox)
- 2008 The Bank Job (como Bank clerk)
- 2019 The Burnt Orange Heresy (como Joseph Cassidy)